# コルセール・インターナショナル
コルセール・インターナショナル (Corsair International) はフランスの航空会社。

## 概要
一般的にはコルセール(Corsair)として知られている。定期運航便およびチャーター便を運航しており、チャーター便のほとんどはフランスの旅行代理店であるヌーベル・フロンティエール社によって運航されている。ヨーロッパ、フランスの海外県ならびに海外地域圏（グアドループ、マルティニーク、ギュイヤンヌ・フランセーズ、レユニオン）、アフリカ、北アメリカ、東南アジアの60都市以上にチャーター便を運航している。
航空券の座席予約システム（CRS）は、アマデウスITグループが運営するアマデウスを利用している。

## 歴史

コルセールフライの名称時のロゴ

コルシカ航空(Corse Air International)として1981年に創設、同年5月17日より運航を開始。
コルシカのロッシ家により創設され、1990年に旅行代理店のヌーベル・フロンティエール社に買収され、「コルセール(Corsair)」と名称が変更された。1991年、国際運航権を収得。2000年よりTUIグループの傘下となる。2005年にTUIグループがTUIflyと名称変更したのに伴い、「コルセールフライ(Corsairfly)」と名称変更された
2010年5月27日、近代化を目的とした計画「テイクオフ2012」を発表。25％の人員削減、保有機材の更新（3機のボーイング747-400を2機のエアバスA330で代替）及び全機材の客室改修、路線の統合・廃止を主とするものである。
2012年3月22日、コルセールフライからコルセール・インターナショナルへ社名変更することを発表。同時に新CI・新塗装も発表された。
2020年6月15日、保有しているB747-400を全機退役。A330-200/300に統一された。2021年からは既存A330-200/300の後継機としてA330-900（A330neo）を導入開始、将来的には同機に統一される予定である。

## 運航機材
現在（2021年4月現在）
退役機種
- シュド・カラベル
- ボーイング737-300
- ボーイング747-100
- ボーイング747-200
- ボーイング737-400
- ボーイング737-200
- ボーイング747-SP
- ボーイング747-300
- ボーイング747-400
- マクドネル・ダグラス DC-10
- エアバスA300-B4

### ギャラリー

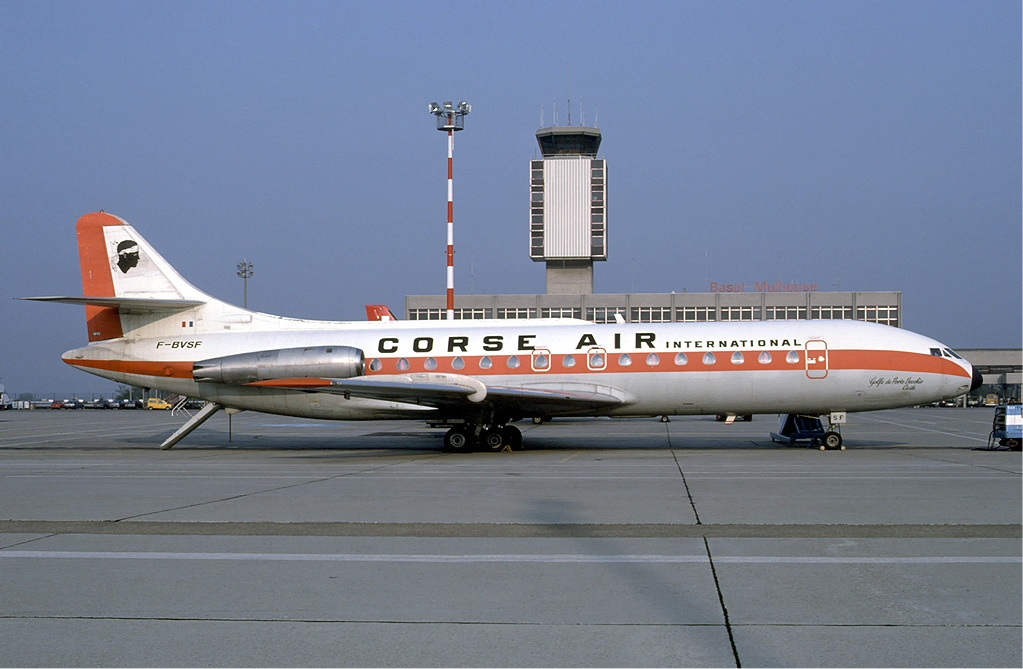
シュド・カラベル（コルシカ航空の名称時の塗装・退役済み）
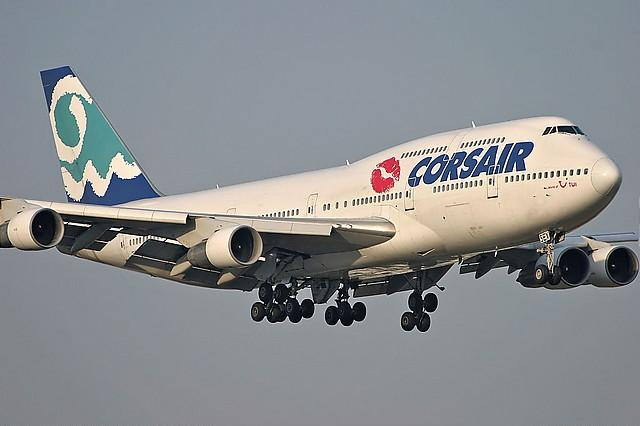
ボーイング747-300型機 (初代塗装・退役済み)
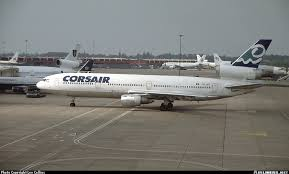
マクドネル・ダグラス DC-10 (初代塗装・退役済み)
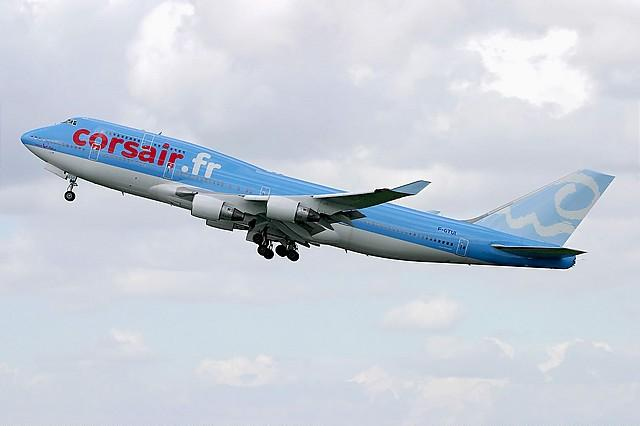
ボーイング747-400型機 (2代目塗装)
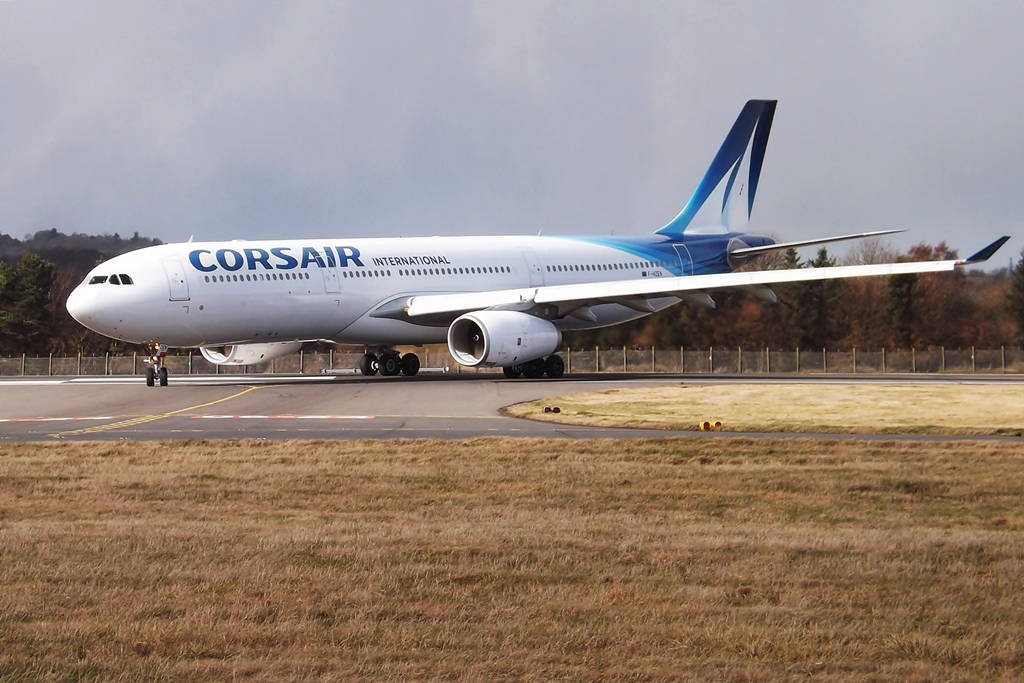
エアバスA330-300型機（現行塗装）